# Campanula raddeana
Campanula raddeana là loài thực vật có hoa trong họ Hoa chuông. Loài này được Trautv. mô tả khoa học đầu tiên năm 1866.